# Дејан Јоксимовић
Дejaн Joкcимoвић (Београд, 10. јануар 1965) бивши је југословенски фудбалер.

## Каријера
У периоду од 1985. до 1987. године играо је за тадашње друголигаше у Југославији, Рад Београд и ОФК Београд. Дебитовао је у дресу београдске Црвене звезде у сезони 1987/88. и одмах учествовао у освајању титуле првака. У сезони 1988/89. играо је у новосадској Војводини, где је поново са тимом освојио титулу првака државе. У сезони 1989/90. прешао је у редове Партизана, са којим је успео да освоји југословенски суперкуп. Поново се придружио Црвеној звезди 1990. године, са којом је уписао трећу титулу првака у југословенској лиги.
У пролеће 1992. године играо је за чехословачки клуб Спарту из Прага.
Од сезоне 1992/93. био је играч шпанске екипе Луго, који је наступао у Другој лиги Шпаније. Играчку каријеру је завршио у аустралијском клубу Хајделберг јунајтед 1993/94.
Један је од ретких фудбалера који су играли за обе екипе највећих ривала у Србији и Београду, Црвену звезду и Партизан.
Након што је завршио играчку каријеру, постао је фудбалски агент и заступник играча. Међу најпознатије фудбалере са којима је сарађивао спадају велика фудбалска имена као што су Немања Видић, Бранислав Ивановић, Милан Јовановић, Александар Коларов и Милош Красић.

## Успеси
- Црвена звезда
  - Првенство Југославије: 1987/88, 1990/91.
- Војводина
  - Првенство Југославије: 1988/89.